# 1940 en arts plastiques
| Années des arts plastiques : 1937 - 1938 - 1939 - 1940 - 1941 - 1942 - 1943    |
| Décennies des arts plastiques : 1910 - 1920 - 1930 - 1940 - 1950 - 1960 - 1970 |

Cette page concerne l'année 1940 en arts plastiques.

## Naissances
- 21 janvier : Jean-Marie Ledannois, peintre, lithographe et céramiste français († 27 mars 2014),
- 5 février : José Pereira Rodriguez, peintre français d'origine uruguayenne († 28 novembre 2016),
- 8 mars :
  - Frederick G. Brownell, peintre héraldiste sud-africain († 10 mai 2019),
  - Brenda Fajardo, peintre et graveuse philippine († 14 septembre 2024),
- 9 mars : Alexandre Sacha Putov, peintre israélien († 18 novembre 2008),
- 10 mars : Jean-Pierre Le Boul'ch, peintre et graveur français († 10 janvier 2001),
- 21 mars : Vladimir Lissounov, peintre soviétique puis russe († 27 juillet 2000),
- 24 mars : Don Binney, peintre néo-zélandais († 14 septembre 2012),
- 25 mars : Heinz Leuzinger, guide de haute montagne et peintre suisse († 13 octobre 2007),
- 3 avril : Claude Grobéty, peintre, dessinateur et graveur de double nationalité française et suisse († 23 juin 2016),
- 4 avril : 
  - Jochen Gerz, artiste conceptuel allemand,
  - Béatrice Nodé-Langlois, peintre, critique d'art et critique littéraire française († 20 août 2023),
- 6 avril : Christa Dichgans, peintre allemande († 14 juillet 2018),
- 8 avril : Beppe Devalle, peintre et collagiste italien († 4 février 2013),
- 23 avril : Charles Donker, graveur néerlandais,
- 26 avril : Gijs Batelaan, aquarelliste, graveur, lithographe, peintre, dessinateur et sculpteur néerlandais.
- 2 mai :
  - T. K. Padmini, peintre indienne († 11 mai 1969),
  - Hariton Pushwagner, peintre pop norvégien († 24 avril 2018),
- 1er juin : Carlo Maiolini, peintre, designer et décorateur français († 4 mars 2021),
- 15 juin : Norma Bessouet, peintre et sculptrice argentine († 11 juin 2018),
- 23 juin : Stuart Sutcliffe, peintre et musicien britannique († 10 avril 1962),
- 27 juin : Pierre-Gérard Langlois, peintre et lithographe français († 5 juillet 1994),
- 17 juillet : Francisco Toledo, peintre et sculpteur mexicain († 5 septembre 2019),
- 18 juillet : Anna Chromý, peintre et sculptrice tchécoslovaque puis tchèque († 18 septembre 2021),
- 21 août : Bernard Dreyfus, peintre français et nicaraguayen († 26 septembre 2019),
- 23 août : Valeri Pianov, peintre russe du mouvement de l'underground moscovite († 3 septembre 2012),
- 28 août : Gatot Sunyoto, artiste indonésien († 12 septembre 2020).
- 8 septembre : Dacos, graveur belge († 14 juin 2012),
- 25 septembre : Eva Švankmajerová, artiste surréaliste tchécoslovaque puis tchèque († 20 octobre 2005),
- 3 octobre : Roman Erben, poète, essayiste, peintre, artiste, photographe, designer et typographe tchécoslovaque puis tchèque.
- 4 octobre : Alain Mongrenier, peintre français,
- 30 octobre : Hidetoshi Nagasawa, peintre, sculpteur et architecte japonais († 24 mars 2018),
- 23 novembre : Ousmane Faye, peintre sénégalais († 2001),
- 28 novembre : Godfrey A. Okiki, graveur et peintre nigérian,
- 2 décembre : Andrey Lekarski, peintre et sculpteur franco-bulgare,
- 16 décembre : Alighiero Boetti, peintre, sculpteur et plasticien italien, lié au mouvement Arte Povera († 24 avril 1994).

- ? :
  - Brenda Fajardo, peintre et graphiste philippine,
  - Eva Lootz, sculptrice autrichienne,
  - Rafa Nasiri, peintre irakien († 7 décembre 2013),
  - Youssef Rekik, peintre et comédien tunisien († 13 mai 2012),
  - Paolo Scheggi, peintre italien († 1971).

## Décès
- 4 janvier : René Hérisson, poète et peintre animalier français (° 24 mai 1857),
- 9 janvier : Paolo Baratta, peintre italien (° 14 août 1874),
- 10 janvier :
  - Félix Albert Anthyme Aubert, peintre français (°  24 mai 1866),
  - Paul de Castro, peintre français (° 5 juillet 1882),
- 14 janvier : Ernst Zehle, peintre, sculpteur et médailleur allemand (° 28 février 1876),
- 15 janvier : Zdenek Rykr, peintre, illustrateur, graphiste, journaliste et scénographe austro-hongrois puis tchécoslovaque (° 26 octobre 1900),
- 16 janvier : Lily Williams, peintre irlandaise (° 20 octobre 1874),
- 17 janvier : Max Silbert, peintre français d'origine russe (° 3 novembre 1871),
- 20 janvier : Henri Brugnot, peintre français (° 24 mars 1874),
- 25 janvier : Léon Frédéric, peintre belge (° 26 août 1856),
- 26 janvier : Gaston Larée, peintre et décorateur français (° 6 décembre 1867),
- 27 janvier : Mathurin Janssaud, peintre français (° 29 mars 1857),
- ? janvier : Ernest Victor Romanet, peintre français (° 30 juillet 1876),
- 4 février : Heinrich Böhler, industriel, collectionneur d'œuvres d'art, peintre et photographe austro-suisse (° 1er août 1881),
- 17 février : Adolphe Marais, peintre français (° 25 avril 1856),
- 26 février : Nicolae Tonitza, peintre et graphiste roumain (° 13 avril 1886),
- 27 février : Peter Behrens, architecte, peintre, graveur, designer et typographe allemand (° 14 avril 1868),
- 9 mars :
  - Bolesław Buyko, peintre polonais (° 7 octobre 1876),
  - Morin-Jean, archéologue, peintre, graveur et illustrateur français (° 9 mai 1877),
- 16 mars : Lucien Roudier, peintre et illustrateur français (° 2 janvier 1894),
- 18 mars :
  - Albert Koerttgé, graveur, aquarelliste, architecte et enseignant français (° 21 janvier 1861),
  - Roderic O'Conor, peintre et graveur irlandais (° 17 octobre 1860),
- 27 mars : Paulin Bertrand, peintre et sculpteur français (° 4 février 1852),
- 15 avril : Ethel Brilliana Tweedie, écrivain, photographe, peintre, aquarelliste et illustratrice britannique  (° 1er janvier 1862),
- 16 avril : Charles W. Bartlett, peintre britannique (° 1er juin 1860),
- 17 avril : Alfred Lesbros, peintre français (° 12 janvier 1873),
- 19 avril : Kārlis Padegs, graphiste et peintre letton (° 8 octobre 1911),
- 24 avril : Fanny Brate, peintre suédoise (° 26 février 1862),
- 27 avril : Joaquim Mir, peintre espagnol (° 6 janvier 1873),
- 1er mai : Maurice Le Scouëzec, peintre et graveur français de l'École de Paris (° 1er octobre 1881),
- 16 mai : Jean Lasne, peintre français (° 7 octobre 1911),
- 28 mai : Charles Malfray, sculpteur et peintre français (° 19 juillet 1887),
- 2 juin : Ernesto Laroche, peintre, aquafortiste et critique d'art uruguayen (° 8 mars 1879),
- 9 juin : Károly Kernstok, peintre hongrois (° 23 décembre 1873),
- 12 juin : Joannès Drevet, peintre et graveur français (° 25 mai 1854),
- 14 juin :
  - Louis Billotey, peintre français (° 30 novembre 1883),
  - Édouard Delduc, graveur sur bois, peintre et céramiste français (° 22 mai 1864),
- 16 juin : Richard Maguet, peintre français (° 7 mars 1896),
- 21 juin :
  - Tjerk Bottema, peintre, décorateur et illustrateur néerlandais (° 4 mars 1882),
  - Édouard Vuillard, peintre français (° 12 novembre 1868),
- 23 juin : Hermann-Paul, peintre et illustrateur français (° 27 décembre 1864),
- 24 juin : François Richard de Montholon, peintre français (° 23 juin 1856),
- 29 juin : Paul Klee, peintre allemand (° 18 décembre 1879),
- 1er juillet : Madeleine Lavanture, peintre française (° 8 février 1913),
- 4 juillet : Józef Pankiewicz, peintre et enseignant polonais (° 29 novembre 1866),
- 6 juillet : Raphy Dallèves, peintre suisse (° 26 janvier 1878),
- 14 juillet : Václav Hradecký, peintre, dessinateur et caricaturiste austro-hongrois puis tchécoslovaque (° 21 octobre 1867),
- 28 juillet : Etienne Mondineu, peintre français (° 27 janvier 1872),
- 31 juillet : Elfriede Lohse-Wächtler, peintre allemande (° 4 décembre 1899),
- 18 août : Kamal-ol-Molk, peintre iranien (° 29 septembre 1848),
- 1er septembre : André Eugène Costilhes, peintre et décorateur français (° 8 avril 1865),
- 3 septembre : Leon Senf, peintre, céramiste et graveur néerlandais (° 11 mars 1860),
- 15 septembre : Dick Ket, peintre néerlandais (° 10 octobre 1902),
- 17 septembre : Walter Bondy, dessinateur, photographe et collectionneur d'art autrichien (° 28 décembre 1880),
- 21 septembre : Hans Emmenegger, peintre, dessinateur, graveur et philatéliste suisse (° 19 août 1866),
- 24 septembre : Béla Iványi-Grünwald, peintre hongrois (° 6 mai 1867),
- 27 septembre : Aladár Székely, photographe hongrois (° 5 mars 1870),
- ? septembre : Robert Hénard, écrivain, peintre et illustrateur français (° 25 janvier 1871),
- 7 octobre : Maurice Leloir, peintre aquarelliste, dessinateur, graveur, écrivain et collectionneur français (° 1er novembre 1853),
- 12 octobre : Hasegawa Toshiyuki, peintre japonais (° 9 juillet 1891),
- 17 octobre : Henri Jamet, peintre français (° 25 septembre 1858),
- 22 octobre : Fernand Sabatté, peintre français (° 14 mai 1874),
- 26 octobre : Olga Boznańska, peintre polonaise (° 15 avril 1865),
- 2 novembre : Alexis Douce de la Salle, peintre français (° 27 décembre 1869),
- 8 décembre : Paul Thomas, peintre fançais (° 30 novembre 1859),
- 23 décembre : Philippe Maliavine, peintre russe puis soviétique (° 22 octobre 1869),
- 27 décembre : Louis Hayet, peintre post-impressionniste français (° 29 août 1864),
- 29 décembre : Hanna Hirsch-Pauli, peintre suédoise (° 13 janvier 1864),
- ? :
  - Louis Ferdinand Antoni, peintre et sculpteur français (° 1872),
  - Emmanuel Barcet, peintre, dessinateur, aquafortiste, affichiste et humoriste français (° 1870),
  - Charles Duvent, peintre français (° 24 juin 1867),
  - Léon Pierre Félix,  peintre français (° 17 août 1869),
  - Ettore Forti, peintre italien (° 1850),
  - Louis Vallet, aquarelliste et illustrateur français (° 26 février 1856)
  - Désiré Weygers, sculpteur et médailleur belge (° 1868).